# Eswatini Air
Eswatini Air est une compagnie aérienne d'Eswatini et est la compagnie porte-drapeau du pays. Elle a été fondée en avril 2022. La compagnie aérienne a commencée à opérer  le 26 mars 2023, avec une flotte de 2 avions.

## Destinations
La compagnie aérienne opère vers les destinations suivantes:
| Pays / Territoire | Ville         | Aéroport                                     | Remarques | Réfs  |
| ----------------- | ------------- | -------------------------------------------- | --------- | ----- |
| Eswatini          | Manzini       | Aéroport international du roi Mswati III     |           | [ 4 ] |
| Afrique du Sud    | Le Cap        | Aéroport international du Cap                |           | [ 5 ] |
| Afrique du Sud    | Durban        | Aéroport international King Shaka            |           | ,     |
| Afrique du Sud    | Johannesbourg | Aéroport international OR Tambo              |           | [ 4 ] |
| Zimbabwe          | Harare        | Aéroport international Robert Gabriel Mugabe |           | [ 5 ] |

## Flotte
En février 2023, la flotte de la compagnie se composait ainsi : 
| Avion           | En service | Commandé | Réfs  |
| --------------- | ---------- | -------- | ----- |
| Embraer ERJ 145 | 2          | –        | [ 7 ] |
| Total           | 2          | –        |       |